# 垒壁阵九
垒壁阵九，即双鱼座27（27 Psc）是双鱼座的一个聚星系统，视星等为+4.86，距离地球约234光年。